# Трудовой (Томская область)
Трудовой — посёлок в Чаинском районе Томской области, Россия. Входит в состав Подгорнского сельского поселения.

## История
Основан в 1936 г.
В 1966 г. указом президиума ВС РСФСР поселок школы-интерната переименован в Трудовой.

## Население
| 1956 | 1995 | 1996 | 1997 | 1998 | 1999 | 2002 |
| ---- | ---- | ---- | ---- | ---- | ---- | ---- |
| 136  | ↘94  | ↗99  | ↘95  | ↗97  | ↗108 | ↘93  |
| 2010 | 2012 | 2013 | 2014 | 2015 | 2021 |      |
| ↗99  | ↗105 | ↘104 | ↗111 | ↘105 | ↗119 |      |